# Вагоно-ремонтен завод Карлово
„Вагоно-ремонтен завод Карлово“ АД, повече известен като „ВРЗ Карлово“ (на английски: VRZ Karlovo, PLC), българско предприятие за производство и поддръжка на вагони със седалище в Карлово, функционирало от 1964 година до фалита си през 2016 година.
Предприятието е създадено като клон на „ЖПЗ София“ в Карлово на площадката на бившето Локомотивно депо с предмет на дейност ремонт на железопътни вагони и железопътна техника, производство на резервни части, възли и агрегати за подвижния железопътен състав.
От 2007 година фокусът на дейността на компанията се измества към конструиране и производство на нови вагони за превоз на товари, предназначени за българския и европейския пазар – вагони тип Sgnss (контейнеровоз), Zas/Zaes/Zacns (вагон-цистерни за леки и тежки петролни продукти, киселина), Eaos/Eanos (отворени вагони за превоз на товари) и други.
ВРЗ Карлово притежава внедрена система по качеството ISO9001, сертификация за дейности по класове 3,6.1 и 8 по RID, както и сертификация на процедури по заваряване и на заварчни екипи, в т.ч. EN15085/DIN6700, третиращ производство на динамично натоварени заварени конструкции.
- Вагон Цистерна
- Зърновоз
- Цистерна 37m3
- Контейнеровоз